# Henrique (ur. 1966)
Henrique Arlindo Etges (ur. 15 marca 1966) – brazylijski piłkarz występujący na pozycji obrońcy.

## Kariera klubowa
Od 1985 do 1998 roku występował w klubach Grêmio, Portuguesa Desportos, União São João, Corinthians Paulista i Verdy Kawasaki.